# Branko Mahne
Branko Mahne, slovenski politik, * ?.
Med 1. julijem 2001 in 6. majem 2004 je bil državni sekretar Republike Slovenije na Ministrstvu za promet Republike Slovenije.